# Tulaga Manuella
Sir Tulaga Manuella, né en 1936, est un homme politique, gouverneur général des Tuvalu du 21 juin 1994 au 26 juin 1998.

## Biographie
Manuella a été nommée gouverneur général de Tuvalu le 21 juin 1994 en tant que représentant d'Élisabeth II, reine des Tuvalu. Il a occupé ce poste jusqu'au 26 juin 1998.
En 1996, Il est chevalier grand croix de l'Ordre de Saint-Michel et Saint-Georges.